# ويسلي روغلز
ويسلي روغلز (بالإنجليزية: Wesley Ruggles)‏ هو كاتب سيناريو ومنتج أفلام ومخرج وممثل أمريكي، ولد في 11 يونيو 1889 بلوس أنجلوس في الولايات المتحدة، وتوفي في 8 يناير 1972 بسانتا مونيكا في الولايات المتحدة.

## أعمال

### أفلام
- (1915) البنك
- (1915) سخرية على كارمن
- (1915) ليلة في العرض
- (1915) مختطف
- (1916) خلف الشاشة
- (1916) شرطي
- (1916) مفتش المتجر
- (1916) مكتب المراهنات
- (1918) مشكلة ثلاثية
- (1921) بحار مجهولة
- (1925) العصر البلاستيكي
- (1931) سيمارون[4]
- (1942) سأجدك في مكان ما

## ترشيحات
- جائزة الأوسكار لأفضل مخرج، عن عمل: سيمارون

## وصلات خارجية
- ويسلي روغلز على موقع IMDb (الإنجليزية)
- ويسلي روغلز على موقع الموسوعة البريطانية (الإنجليزية)
- ويسلي روغلز على موقع روتن توميتوز (الإنجليزية)
- ويسلي روغلز على موقع ألو سيني (الفرنسية)
- ويسلي روغلز على موقع أول موفي (الإنجليزية)
- ويسلي روغلز على موقع قاعدة بيانات الأفلام السويدية (السويدية)
- ويسلي روغلز على موقع إن إن دي بي (الإنجليزية)
- ويسلي روغلز على موقع قاعدة بيانات الفيلم (الإنجليزية)
- ويسلي روغلز على موقع كينوبويسك (الروسية)